# حملة كتالونيا
كانت الحملة الهجومية على كتالونيا جزءًا من الحرب الأهلية الإسبانية. بدأ الجيش القومي هجومه في 23 ديسمبر 1938 وسرعان ما احتل كتالونيا التي تسيطر عليها الجمهورية مع برشلونة (عاصمة الجمهورية من أكتوبر 1937). جرى الاستيلاء على برشلونة في 26 يناير 1939. توجهت حكومة الجمهوريين إلى الحدود الفرنسية. عبر آلاف الفارين من القوميين الحدود أيضًا في الشهر التالي، ليوضعوا في معسكرات الاعتقال. أغلق فرانكو الحدود مع فرنسا بحلول 10 فبراير 1939.

## خلفية تاريخية
بعد هزيمته في معركة نهر إبرة كان الجيش الجمهوري محطمًا واستحال تعافيه. فقد الجمهوريون معظم أسلحتهم ووحدات الخبرة خاصتهم. علاوة على ذلك، في أكتوبر 1938 وافقت حكومة الجمهورية على سحب متطوعي الكتائب الدولية. من ناحية أخرى، تلقى القوميون إمدادات جديدة من الذخيرة والأسلحة والطائرات من ألمانيا. إضافة إلى ذلك، بعد اتفاقية ميونخ، تلاشى أمل تدخل الديمقراطيات الغربية من أجل مساعدة الجمهورية ضد ألمانيا وإيطاليا. أغلقت فرنسا الحدود مرة أخرى في منتصف يونيو 1938 وجمدت الأصول المالية للجمهوريين في البنوك الفرنسية.

## القوى المتواجهة

### القوميون
في بداية ديسمبر، حشدت جبهة التمرد (القوميون) مجموعة جيوشٍ، تحت اسم جيش الشمال، بقوام 300,000 – 340,000 رجل بقيادة فيدل دافيلا من أجل احتلال كتالونيا. جمع القوميون أفضل فرقهم على طول الجبهة الممتدة من جبال البرانس إلى البحر الأبيض المتوسط. على طول نهر سغري، نشر القوميون جيش أورجيل بقيادة مونيوز غرانديز وجيش مايسترازغو بقيادة غارسيا فاليينو وجيش أراغون بقيادة موسكاردو؛ عند التقاء نهري سيغري وإبرة احتشد فيلق الجنود المتطوعين الإيطالي بقيادة غامبارا المؤلف من أربع فرق (55,000 رجل) وفيلق نافارا بقيادة سولكاغا؛ وفي إبرة احتشد الفيلق المغربي بقيادة ياغوي. كان لدى القوميين أيضًا، وفقًا لبيفور، 300 دبابة وأكثر من 500 طائرة (من بينها مقاتلات بي إف 109إي وهينكيل 112) و1,400 مدفع.

### الجمهوريون
في مواجهة القوميين، كان لدى الجمهوريين الجيش الشرقي بقيادة الكولونيل بيريا وجيش إبرة بقيادة العقيد خوان موديستو تحت إمرة الجنرال خوان هيرنانديز سارافيا، قائد مجموعة جيوش المنطقة الشرقية، مع 220,000 – 300,000 رجل، كان العديد منهم بلا سلاح (قال هرنانديز سارافيا أن الجيش الجمهوري امتلك 17,000 بندقية فقط لكل كتالونيا)، و106 طائرات (معظمها من طراز تشاتو) و250 مدفعًا و40 دبابة (العديد منها غير صالح للخدمة بسبب نقص قطع الغيار). وافقت الحكومة السوفييتية على إرسال شحنة إلى كتالونيا مكونة من 250 طائرة و250 دبابة و650 مدفعًا، لكن الشحنة لم تصل بوردو حتى 15 يناير ولم يعبر سوى جزء صغير منها الحدود. علاوة على ذلك، بسبب العزلة الدولية للجمهورية ونقص الغذاء (وفقًا لبيفور، انخفضت الحصة اليومية في برشلونة إلى 100 غرام من العدس) كانت معنويات القوات الحكومية والسكان المدنيين في المنطقة الجمهورية منخفضة للغاية. تمنى الشعب انتهاء الحرب فقط: «... دعوها تنتهي فحسب، لا يهم كيف ستنتهي، لكن دعوها تنتهي الآن».